# Germán Ancochea Quevedo
Germán Ancochea Quevedo (Córdoba, 6 de mayo de 1908 - Madrid, 12 de marzo de 1981) fue un destacado matemático español.

## Biografía
Sus padres eran oriundos de Puebla de Trives, lugar adonde retornó su madre tras la muerte de su padre cuando él contaba con cuatro años de edad.
Cursó los estudios primarios en el Colegio Santa Leonor y de enseñanza media en el Instituto de Orense. La Licenciatura de Ciencias Exactas la obtuvo tras completar sus estudios en la Universidad Central de Madrid; en 1930 obtuvo el «Premio Extraordinario de la Licenciatura.»
Presentó su tesis doctoral en París bajo la dirección de Élie Cartan, sobre «Espacios de Finsler». Sus resultados los publicó en el año 1934 en la Revista Matemática Hispano-Americana, en dos artículos titulados: Derivaciones covariantes e identidades de Ricci en los espacios de Finsler e Invariantes de un hilado triple.
El 30 de enero de 1936, fue nombrado catedrático numerario de Geometría analítica de la Facultad de Ciencias de la Universidad de La Laguna.
El 3 de julio de 1936 accedió a la Cátedra de Análisis Matemático de la Facultad de Ciencias de la Universidad de Salamanca. En el año 1942 se le nombró Vicedecano de la citada Facultad y posteriormente, el 25 de octubre de 1945, Catedrático de Universidad de matemáticas especiales de  primero y segundo curso para Químicos en la Facultad de Ciencias de la Universidad de Salamanca. Y en 1947 fue nombrado Catedrático de Geometría descriptiva de la Facultad de Ciencias de la Universidad de Madrid y lo desempeñó hasta su jubilación en el año 1978. En el año académico 1959-1960, Germán Ancochea ejerció como profesor de Matemáticas en la Escuela de Física y Matemáticas de la Universidad Central de Venezuela.
El 23 de noviembre de 1966, ingresó como miembro de la Real Academia de Ciencias Exactas, Físicas y Naturales de Madrid, con el discurso Estructuras algebráicas.
Su importante labor científica, centrada en los campos de la Geometría diferencial, del Álgebra y de la Geometría Algebraica, quedó reflejada por Sixto Ríos García en Algunos rasgos biográficos de D. Germán Ancochea, publicado en 1981.
En cuanto a sus publicaciones, de sus 29 trabajos sólo 6 están publicados en revistas españolas y los restantes en revistas matemáticas del más alto rango internacional.